# Schloss Raitenbuch

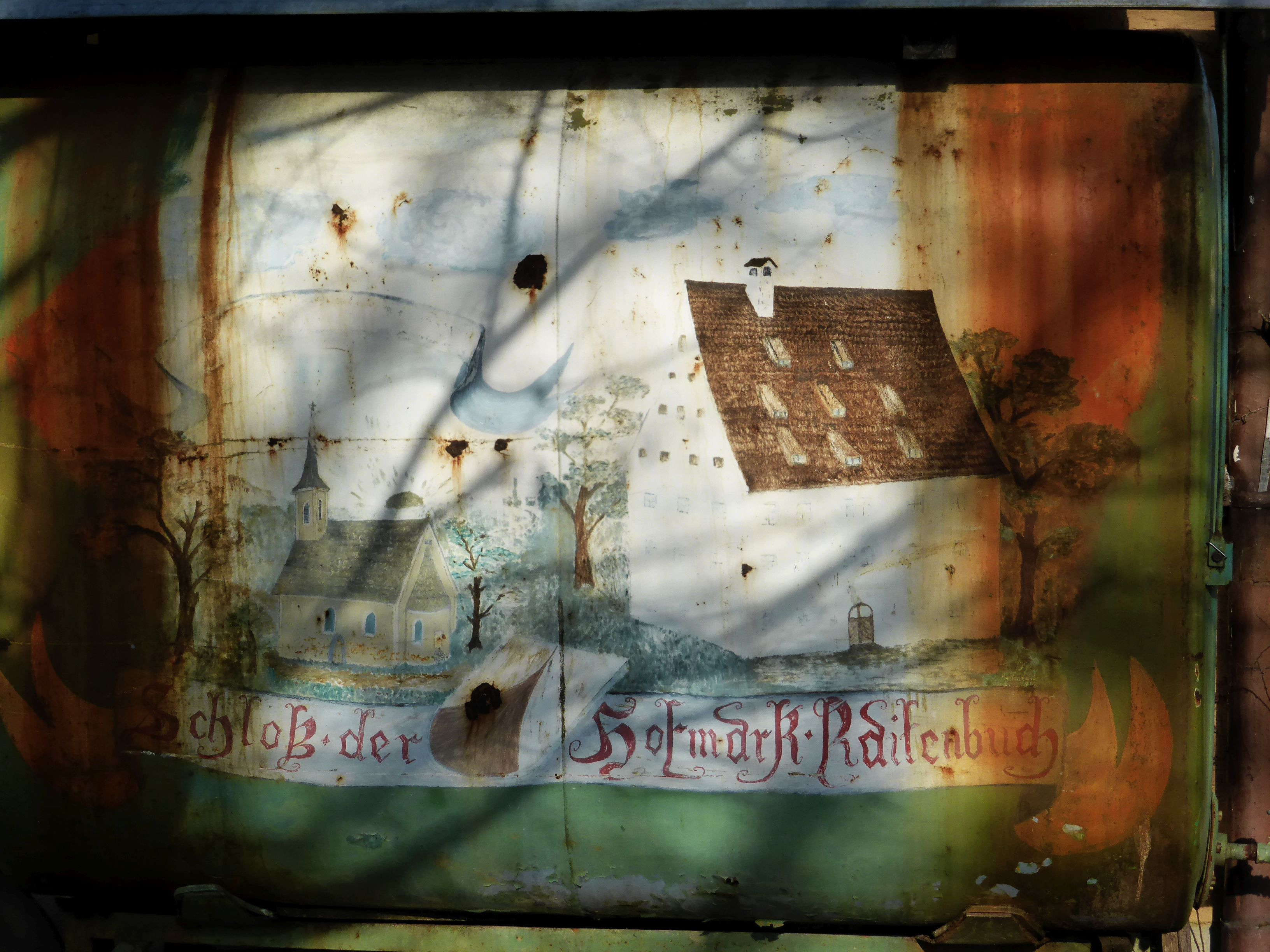
Bild des ehemaligen Hofmarkschlosses der Raitenbucher

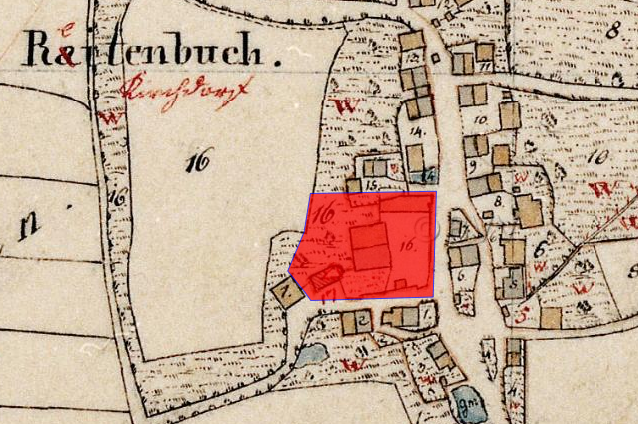
Lageplan von Schloss Raitenbuch auf dem Urkataster von Bayern

Die Reste des denkmalgeschützten Schlosses Raitenbuch befinden sich in dem gleichnamigen Ortsteil Raitenbuch} des oberpfälzischen Marktes Hohenfels im Landkreis Neumarkt in der Oberpfalz von Bayern (Schloßstraße 11). Die Anlage wird als Bodendenkmal unter der Aktennummer D-3-6836-0063 im Bayernatlas als „archäologische Befunde des abgegangenen frühneuzeitlichen Schlosses von Raitenbuch, zuvor mittelalterliche Burg mit der Kath. Filialkirche St. Aegidius“ geführt. Ebenso sind die Reste der Anlage unter der Aktennummer D-3-73-134-43 als denkmalgeschütztes Baudenkmal von Raitenbuch verzeichnet.

## Geschichte
Bald nach 1200 erschien in Raitenbuch ein Ministerialengeschlecht, das sich nach Raitenbuch benannte. Zuvor war der Sitz der Regensburger Hochstiftministerialen der Raitenbucher mitsamt dem Hochgericht von Hausraitenbuch nach Hohenfels verlegt worden.
1230 wurde dort ein Ritter „Dietrich von Raitenbuch“ genannt. 1242 war „Reinboto von Raitenbuch“ Zeuge bei einem Vertrag zwischen dem Hochstift und dem Markgrafen Berthold von Vohburg-Hohenburg. 1253 erschien wieder ein Dietrich von Raitenbuch bei dem Friedensschluss zwischen Bischof Albert von Regensburg und den Herzögen Ludwig und Heinrich. 1267 war Friedrich von Raitenbuch Zeuge eines Gütertausches zwischen dem Bischof Leo und Konrad von Hohenfels. 1269 bezeugte Friedrich von Raitenbuch die Urfehde zwischen dem Bischof und dem Hohenfelser. Friedrich von Raitenbuch wurde vom Hochstift mit dem Erbschenkenamt belehnt. Dies wurde ihm in einem Urteilsbrief durch Herzog Ludwig bestätigt, was ein erster Schritt zur Herauslösung der Raitenbucher aus dem Dienstverhältnis zum Bistum Regensburg war.
1331 verlieh Kaiser Ludwig dem Heinrich von Raitenbuch als Belohnung für seine treuen Dienste die Hofmarkgerechtigkeit für seinen Sitz in Kallmünz und in Raitenbuch. Diese Verleihung stützte sich auf eine offensichtlich gefälschte Urkunde aus dem Jahre 1180, in der bereits Herzog Otto I. dem Ruprecht von Raitenbuch das Hofmarksrecht verliehen haben soll. Durch die neuerliche Privilegierung wurde die Zugehörigkeit von Raitenbuch zur bayerischen Landesherrschaft bestätigt. Seit Mitte des 14. Jahrhunderts waren Raitenbucher häufig in wittelsbachischen Diensten. Ein Heinrich von Raitenbuch war 1354 Richter in Velburg, Wilhelm von Raitenbuch war 1370 Landrichter in Hirschberg und 1362 Vogt des Klosters Kastl. Ein Ulrich von Raitenbuch stand zu Beginn des 15. Jahrhunderts in den Diensten des Herzog Ludwigs gegen Herzog Johann.
Zu Beginn des 15. Jahrhunderts verkaufte Heinrich von Raitenbuch die Hälfte seiner Veste Raitenbuch dem Pfalzgrafen Johann von Neunburg-Neumarkt, der 1422 damit Ulrich von Raitenbuch belieh. Hans von Raitenbuch erhielt von Christoph von Pfalz-Neumarkt die Hälfte der Hofmark zu freiem Eigen zurück. Seit dem Beginn des 16. Jahrhunderts erschienen die Raitenbuch wieder vermehrt in den Diensten des Hochstiftes Regensburg, so war Wilhelm von Raitenbuch 1502 Vorsitzender des Hofgerichts des Hochstifts und 1510 Pfleger auf Donaustauf. Der Enkel des Wilhelm, Ulrich von Raitenbuch, veräußerte 1562 nach dem kinderlosen Tod seiner Frau die Hofmark an Katharina von Parsberg, die Witwe des Haug von Parsberg. Diese veräußerte Raitenbuch 1572 an den kurpfälzischen Rat Wolf Haller. Dies führte zu Auseinandersetzungen um die landesherrliche Obrigkeit zwischen Pfalz-Neuburg und der Kurpfalz, letztlich verblieb Raitenbuch bei der Kurpfalz. 1628 wurde die Hofmark dem Grafen Tilly überlassen. 1642 erschien wieder und 1674 nochmals ein Johann Christoph Haller in der oberpfälzischen Landsassenmatrikel.
1693 ging die Hofmark in das Eigentum des Domkapitels Regensburg über. Dies blieb bis zur Säkularisation von 1803 bestehen. 1806 wurde Raitenbuch dem Landgericht Parsberg unterstellt.

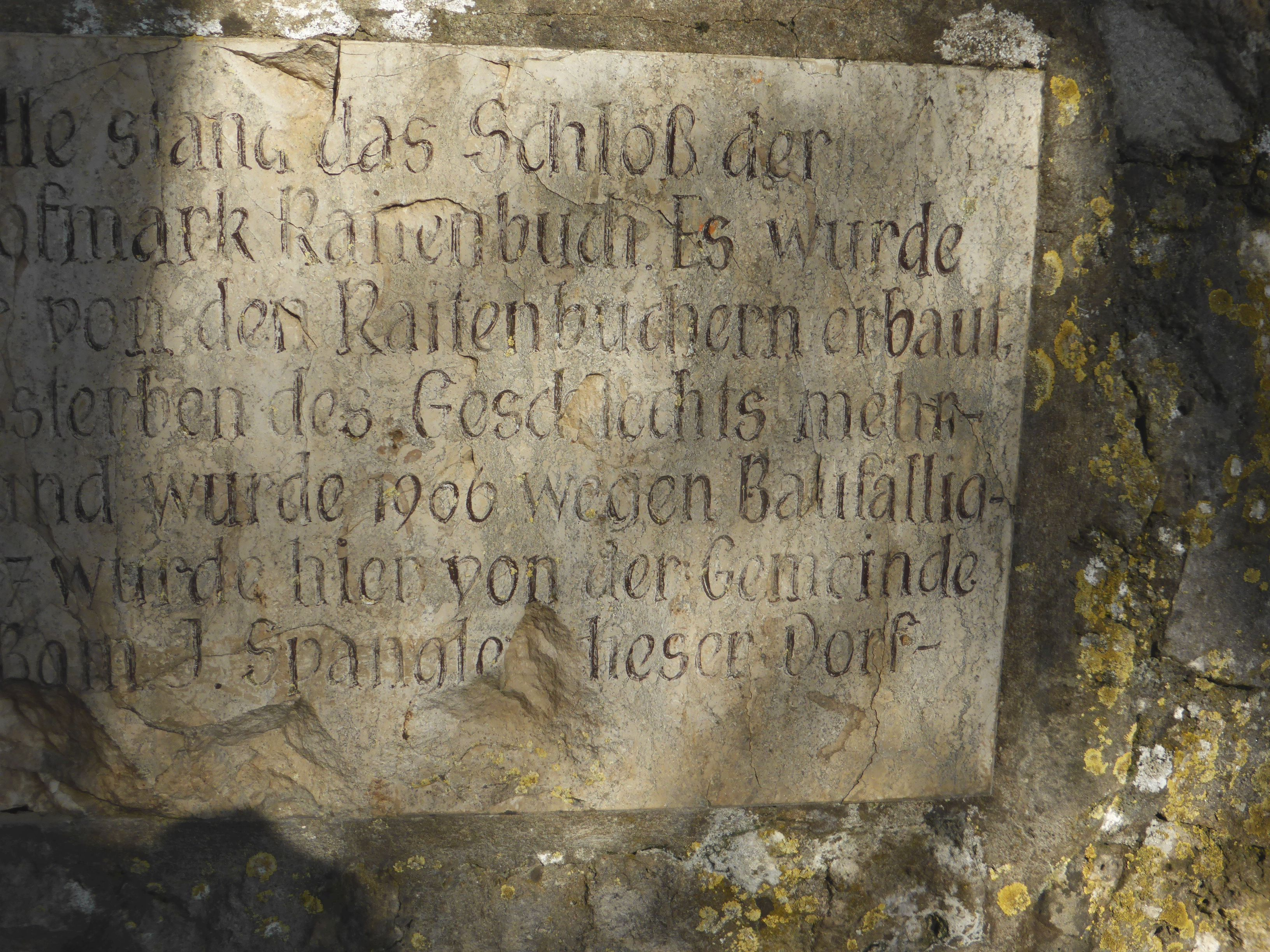
Erinnerungstafel an den Abriss des Hofmarkschlosses Raitenbuch 1977

## Schloss Raitenbuch heute
Erhalten geblieben sind geringe Mauerreste des ehemaligen Hofmarkschlosses der Raitenbucher. Der mittelalterliche Sitz wurde 1606 abgebrochen; letzte Teile des alten Schloss wurden 1977 von der Gemeinde abgerissen. An der Stelle des Hofmarkschlosses befindet sich heute ein Spielplatz.